# Comté de Bolivar
Pour les articles homonymes, voir Bolivar.
Le comté de Bolivar est situé dans l’État du Mississippi, aux États-Unis. Il comptait 30 985 habitants en 2020. Les sièges sont Rosedale et Cleveland.

## Personnalités notables
- Mary Booze
- Charles Capps
- Medgar Evers, militant Afro-Américain des droits civiques
- T. R. M. Howard, militant Afro-Américain des droits civiques
- Amzie Moore
- Peter B. Starke, représentant de l'État et sénateur de l'État, général confédéré de la guerre de Sécession